# Vermicelle de soja
 (février 2015).
Si vous disposez d'ouvrages ou d'articles de référence ou si vous connaissez des sites web de qualité traitant du thème abordé ici, merci de compléter l'article en donnant les références utiles à sa vérifiabilité et en les liant à la section « Notes et références ».

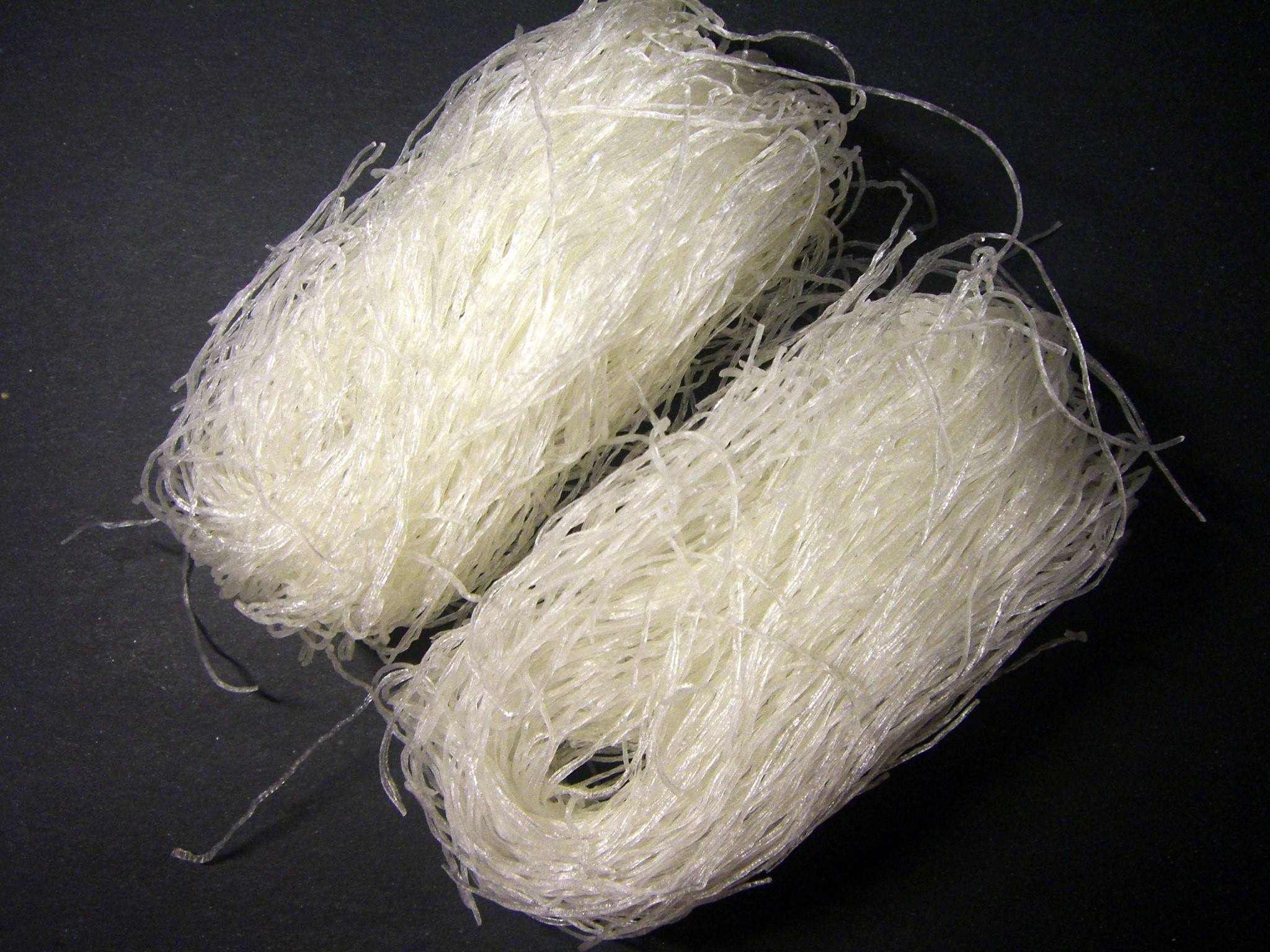
Vermicelles de soja.

Le vermicelle de soja (chinois : 冬粉 ; pinyin : dōng fěn ; litt. « vermicelles d'hiver ») est un vermicelle translucide, fait à base de haricot mungo (surnommés par erreur soja vert). On les appelle également cheveux d'ange ou encore « vermicelles cristal ».
Il est très utilisé dans la cuisine vietnamienne, dans des plats comme les chả giò, et les soupes à base d'émincés de poulet ou de bœuf et de champignons asiatiques parfumés. Ils sont parfois utilisés pour imiter la texture des ailerons de requins.
Aux philippines, elles sont utilisées dans la farce du Bakpia, un petit pain fourré.
Il ne faut pas le confondre avec d'autres vermicelles translucides, comme le dangmyeon, très long vermicelle coréen à base de patate douce, ni avec le vermicelle de riz, dont le diamètre est plus gros et qui ne devient pas translucide à la cuisson.